# Букраній
Букраній (у множині букранії, лат. bucranium/bucrania) — латинське слово, котре означає «череп бика». В широкому розумінні в добу античності означало відповідний символ жертовної тварини, що зображався на предметах матеріальної культури.

## В архітектурі

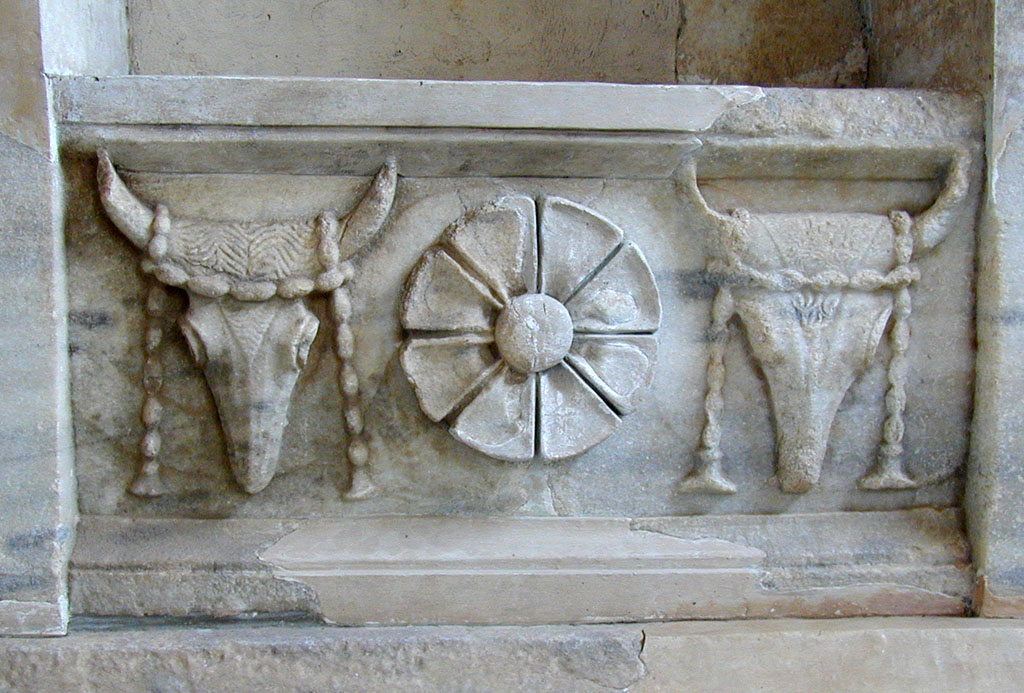
Букраній як елемент архітектури. Ротонда на грецькому острові Самотракі

Архітектурний термін, випукла архітектурна ліпна прикраса у вигляді голови або черепа бика з рогами в гірлянді з листя. Характерна для античності (доричний ордер), доби Відродження, бароко, класицизму та неокласицизму.

### Приклади в Україні
- Садиба Ф. К. Грохольського у Вороновиці,
- Римсько-католицька церква св. Лаврентія у Жовкві,
- Анатомічний корпус Медичного факультету Новоросійського університету у Одесі.